# هرم اوسرکاف

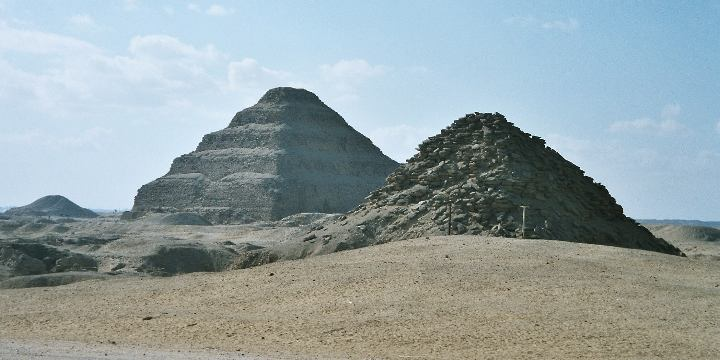
هرم اوسرکاف به همراه هرم پلکانی جوزر

مجموعه آرامگاه و هرم اوسرکاف سازه‌هایی مربوط به دوره دودمانی پنجم مصر هستند که توسط فرعون اوسرکاف ساخته شدند. هرم اوسرکاف در سوی شمال شرقی هرم جوزر قرار دارد. این هرم ارتفاعی برابر ۵۰ متر دارد و طول مربع زیربنای آن ۷۳ متر است. در متن‌های مصری نام این مکان «هرمی که از پاک از دیگر مکان‌ها است» آمده.

## نگارخانه

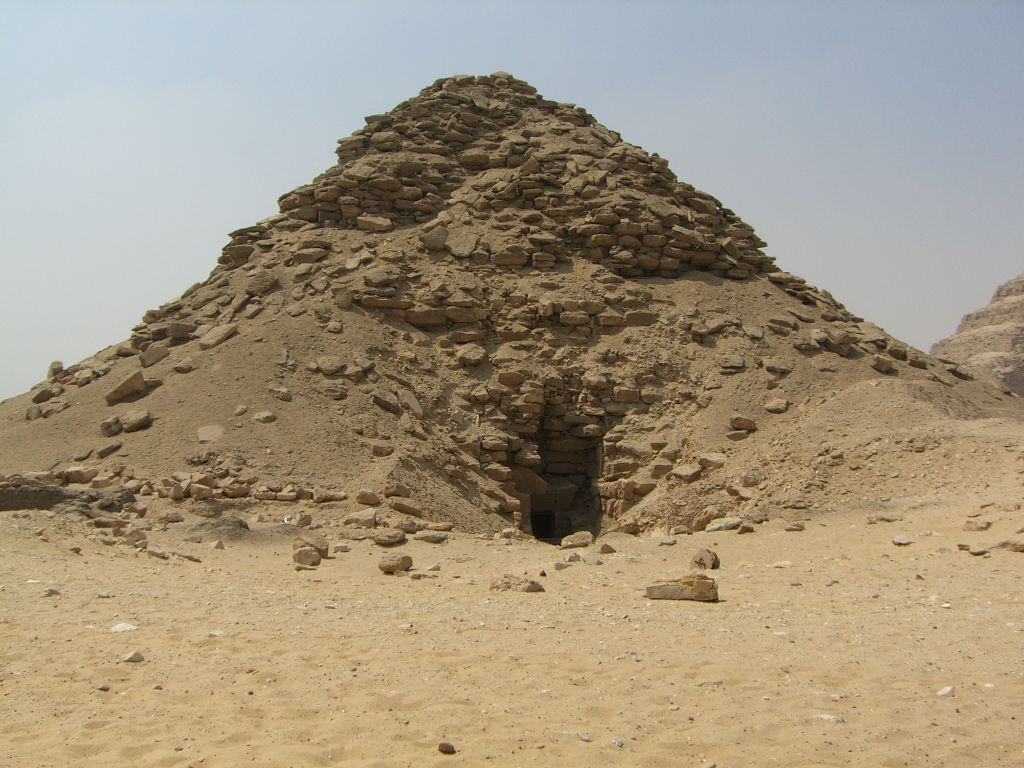
نمایی از شمال هرم به همراه در ورودی به اتاق‌های زیرین
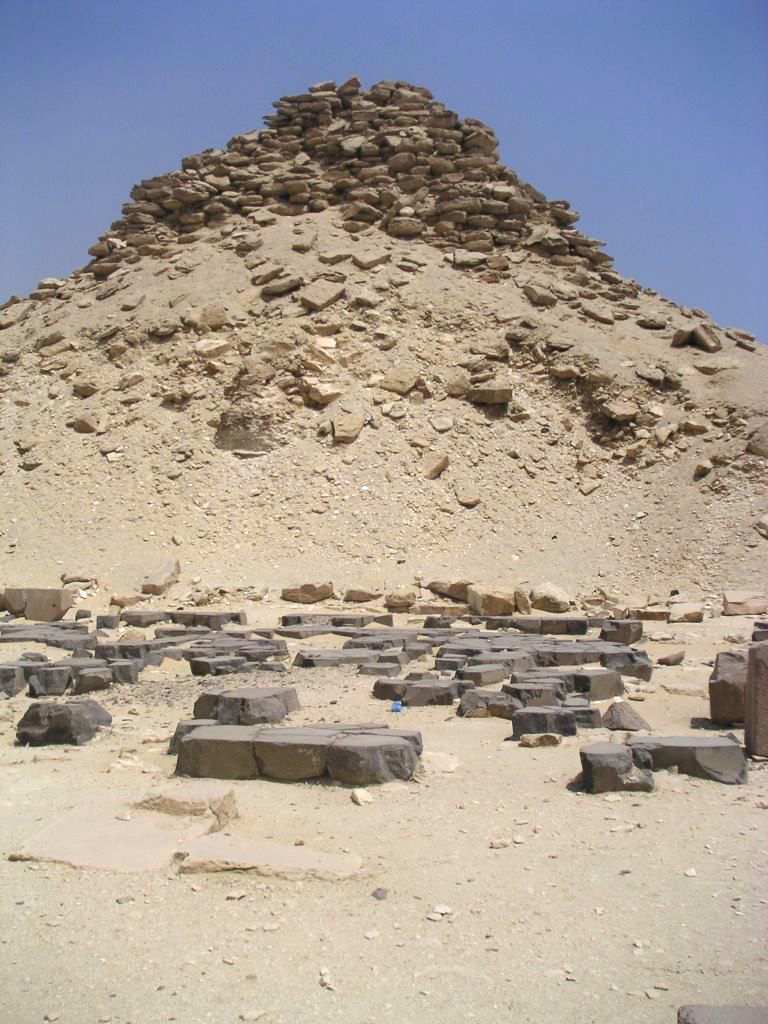
نمایی از محوطه معبد-آرامگاه و چشم‌انداز جنوبی هرم
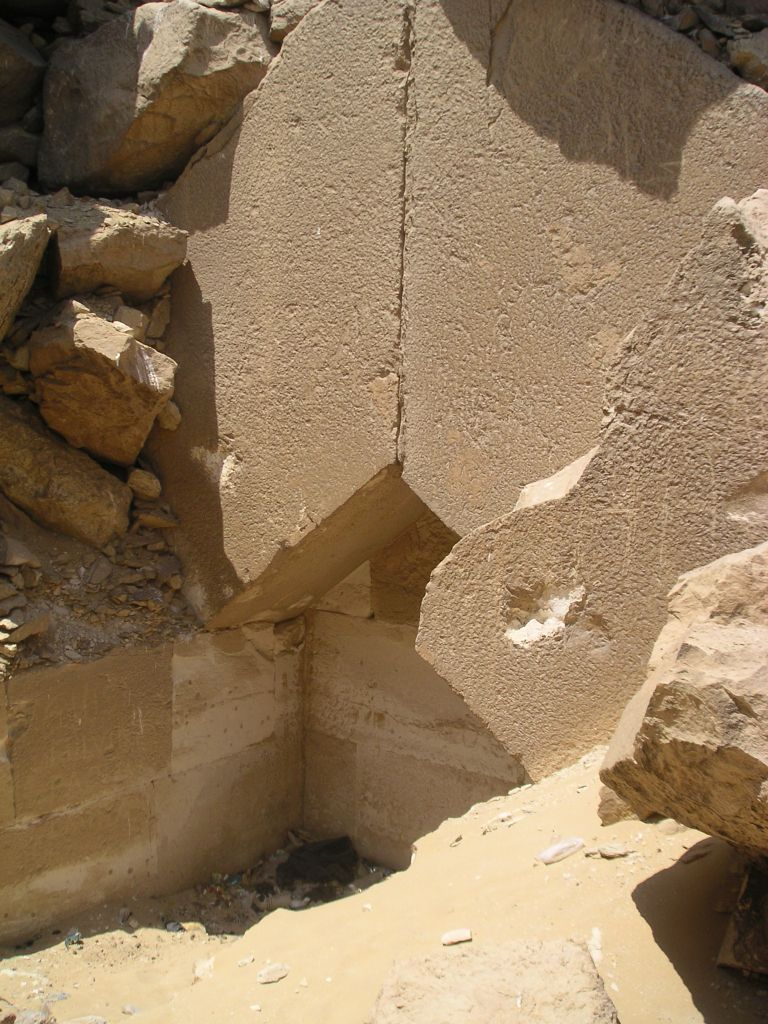
تصویری از اتاق خاکسپاری که به شهبانو حتپ‌حرس نسبت داده می‌شود
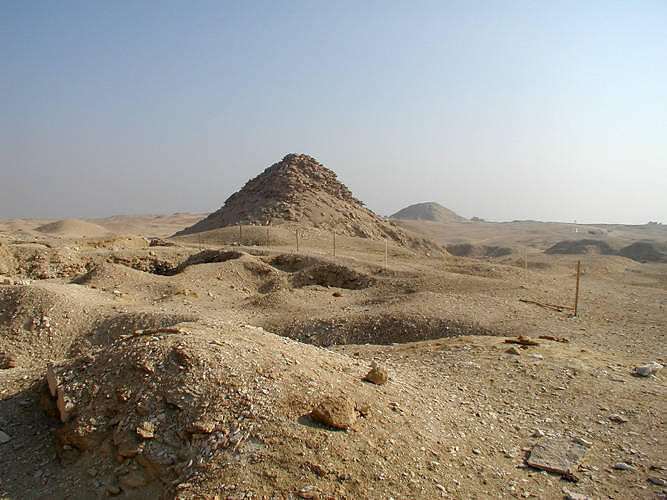
چشم‌انداز هرم اوسرکاف از بیابان